# Iso Lapinjärvi
Iso Lapinjärvi är en sjö i Finland. Den ligger i kommunen Idensalmi i landskapet Norra Savolax, i den centrala delen av landet, 400 km norr om huvudstaden Helsingfors. Iso Lapinjärvi ligger 104,6 meter över havet. I omgivningarna runt Iso Lapinjärvi växer i huvudsak blandskog. Den är 16,96 meter djup. Arean är 59 hektar och strandlinjen är 5,9 kilometer lång. Sjön  ingår i Vuoksens huvudavrinningsområde. 